# 塞巴斯蒂安·迈尔
塞巴斯蒂安·迈尔 （德語：Sebastian Maier；1993年9月18日—）是一位德國藉足球運動員，在場上的位置是攻擊中場，現效力於德丙球會慕尼黑土耳其力量。

## 球會生涯
迈尔在魏赫米希尔體育會學習踢球，2004年轉到1860慕尼黑體育會的青年中心學藝。2011年8月16日，他首次在職業聯賽上場比賽，球隊以5-0大勝科特布斯。
2013年初，迈尔決定來季不繼續在1860慕尼黑發展，以自由身份加盟聖保利，簽約三年至2016年。8月26日以2-1擊敗德累斯頓迪納摩的比賽，迈尔取得了個人首顆職業進球。10月20日對格雷特霍夫的比賽，他先開紀錄助球隊以4-2取勝。

## 國家隊生涯
2011年8月23日，迈尔首次代表國家隊U19上場對戰愛沙尼亞，該比賽他以先發身份上場；9月1日和4日對比利時和荷蘭的比賽他也有上場。

## 外部連結
- fussballdaten.de：Sebastian Maier之統計數據 （德文）